# Paul Siefert

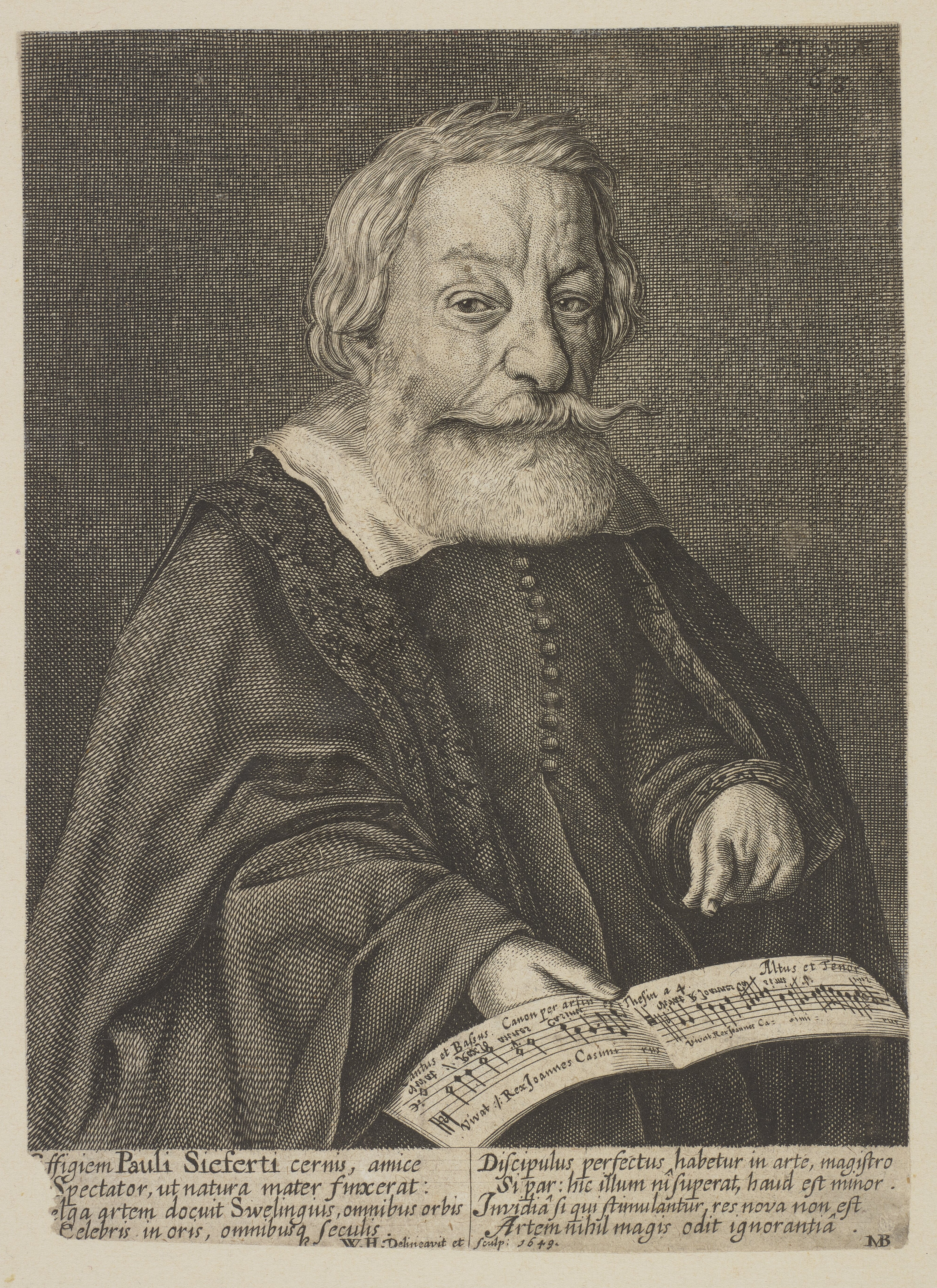
Paul Siefert (1649)

Paul Siefert (auch: Sibert, Sivert, Syfert oder Paulus Syfertius, getauft 28. Juni 1586 in Danzig; † 6. Mai 1666 ebenda) war ein Organist und Komponist der Norddeutschen Orgelschule.

## Leben
Paul Siefert war dank eines Stipendiums des Danziger Stadtrates von 1607 bis vermutlich gegen Ende 1610 zu einem Studienaufenthalt in Amsterdam, wo er Schüler von Jan Pieterszoon Sweelinck war. Nach der Rückkehr wurde er stellvertretender Organist in Danzig. Von 1611 bis 1616 war er Organist zunächst an der altstädtischen Kirche in Königsberg, anschließend Organist der Warschauer Hofkapelle Sigismunds III. von Polen. Am 23. September 1623 wurde er als Nachfolger von Michael Weyda zum Organisten der Marienkirche Danzig berufen, wo er bis zu seinem Lebensende blieb.
Siefert versuchte sich gegen seinen Widersacher, den Warschauer Kapellmeister Marco Scacchi, zu behaupten. Beide Komponisten veröffentlichten im Streit mehrere Musiksammlungen. Andreas Neunhaber und möglicherweise Christoph Bernhard waren Schüler bei Siefert. Eine Einspielung sämtlicher Werke für Tastenmusik Paul Sieferts spielte Matthias Schneider auf Grundlage eigener Übertragungen ein, eine kritische Ausgabe sämtlicher Orgelwerke gab Klaus Beckmann heraus.

## Werke
Vokalwerke-Sammlungen:
- Psalmen Davids nach frz. Melodey oder Weise in Music componirt. Danzig 1640.
- Canticum seu Symbolum … Te Deum laudamus. Danzig 1642.
- Anticribratio musica ad avenam Scacchianam. Danzig 1645.
- Epithalamium … Regis Reginaeque Poloniae. Danzig 1646; Original verschollen, aber als Nachdruck in Psalmorum Davidicorum erhalten.
- Psalmorum Davidicorum, Ad Gallicam melodiam … pars II. Danzig 1651; enthält Instrumentalwerk Canzon à 8.

- Melisma harmonicum in honorem … Consulis Gedanensis Friderici Eleri. Danzig 1647?; verschollen.

Orgelwerke:
- Variation über „Puer natus in Bethlehem“
- Choralvariation „Nun komm der Heiden Heiland“ (anonym; unter Sieferts Namen herausgegeben).
- Paduane
- Fantasia
- „Benedicam Dominum“ (nach einer Motette von Orlando di Lasso).
- 13 Fantasien (Echtheit umstritten)

Musiktheoretische Werke:
- Anticribratio musica ad avenam Scacchianam. Danzig 1645.
- Examen musicum. Breslau 1649; verschollen.